# Luna 9
Luna 9, também conhecida como Luna E-6M No.1, foi a designação de uma sonda soviética do Programa Luna usando a plataforma E-6M, com o objetivo de efetuar um pouso suave na Lua.
Depois de um lançamento bem sucedido em 31 de Janeiro de 1966, ela efetuou as correções de curso necessárias, acionou os retrofoguetes conforme o planejado e se tornou a primeira espaçonave a efetuar um pouso suave na superfície da Lua em 3 de fevereiro de 1966.

## A espaçonave
A espaçonave era baseada na plataforma E-6M uma versão melhorada e reforçada (desenvolvida pelo escritório Lavochkin), em relação à anterior. Pesando 1 583 kg no total, o módulo aterrissador possuía uma esfera de aço no topo pesando 99 kg. Essa esfera era recoberta por bolsas infláveis pouco antes do pouso e liberada a cerca de cinco metros de altura, momentos antes de o módulo aterrissador tocar o solo. Essa esfera, hermeticamente fechada, possuía em seu interior: equipamento de rádio comunicação, dispositivos temporizadores, sistema de controle de temperatura, alimentação, instrumentos científicos e um sistema de transmissão de imagens de televisão.

## Lançamento e percurso
A Luna 9 foi lançada por um foguete Molniya-M (8K78M) as 11:45:00 UTC de 31 de Janeiro de 1966, a partir da plataforma 31/6 do Cosmódromo de Baikonur. Depois de um lançamento bem sucedido e de ter atingido uma órbita de espera de 168 por 219 km e 51,8° de inclinação, o estágio superior do foguete, um Bloco-L, reiniciou e ela foi colocada em trajetória de injeção translunar (uma órbita elíptica alta com 500 000 km de apogeu).
Depois disso, a espaçonave iniciou um processo de rotação sobre o próprio eixo a 0.67 rpm, usando jatos de nitrogênio. Em 1 de Fevereiro, as 19:29:00 UTC, uma correção de curso foi efetuada, envolvendo o acionamento de um dos motores durante 48 segundos, resultando em um delta-V de 71,2 m/s.

## Descida e pouso
A uma distância de 8 300 km da Lua, a espaçonave foi orientada a acionar seus retrofoguetes e a sua rotação parou em preparação para o pouso. A 25 km da superfície lunar, o radioaltímetro comandou o descarte dos módulos laterais, o enchimento das bolsas de ar, e um novo acionamento dos retrofoguetes. A 250 m da superfície, o retrofoguete principal foi desligado e os quatro retrofoguetes auxiliares foram usados para diminuir a velocidade. A aproximadamente 5 m acima da superfície lunar, um sensor de contato tocou o solo e comandou o desligamento dos motores e a ejeção da capsula de pouso. A espaçonave "pousou" a 22 km/h de velocidade.
A esfera de pouso, bateu e rolou algumas vezes antes de parar a Oeste das crateras Reiner e Marius nas coordenadas aproximadas 7.08 N, 64.37 W da região conhecida como Oceanus Procellarum (Oceano das Tormentas, em português), as 18:45:30 UTC do dia 3 de Fevereiro de 1966, 3 dias, 8 horas, 3 minutos e 15 segundos após o seu lançamento.
A Luna 9, foi o primeiro objeto feito pelo homem a pousar num outro corpo celeste. Foi a décima segunda tentativa da União Soviética em efetuar um pouso suave na Lua; também foi a primeira sonda espacial bem sucedida produzida pelo escritório de projetos Lavochkin, que passou a ser o responsável por praticamente todas as sondas lunares e interplanetárias soviéticas (depois russas). Todas as operações antes do pouso, transcorreram sem falhas. Aproximadamente cinco minutos depois do pouso, a Luna 9 começou a transmitir dados para a Terra, mas somente depois de 7 horas, quando o Sol atingiu 7° de elevação, a sonda começou a enviar a primeira de nove imagens (incluindo cinco panorâmicas) da superfície da Lua. Essas foram as primeiras imagens transmitidas da superfície de um outro corpo celeste.

## Operação na superfície
Aproximadamente 250 segundos depois do pouso, as quatro "pétalas" que cobriam a parte superior da sonda esférica se abriram e a estabilizaram na superfície lunar. As antenas assumiram sua posições operacionais e o sistema de espelhos rotativos da câmara de televisão iniciaram a varredura do ambiente lunar. Sete sessões de rádio, totalizando 8 horas e 5 minutos, foram transmitidas, assim como três séries de imagens de TV. Depois de editadas, as fotografias forneceram uma visão panorâmica da superfície lunar nas vizinhanças do local de pouso, incluindo rochas e o horizonte, a cerca de 1,4 km.
As imagens da Luna 9, não foram liberadas imediatamente pelas autoridades soviéticas. Nesse meio tempo, o pessoal do observatório Jodrell Bank na Inglaterra, que estava monitorando a espaçonave, notou que o formato dos sinais utilizados por ela era o mesmo usado internacionalmente pelos jornais da época para transmitir fotografias. O Daily Express se apressou em obter um receptor para o observatório, e as fotografias da Luna 9 foram decodificadas e publicadas ao redor do Mundo. A BBC News especulou que os projetistas da espaçonave deliberadamente equiparam a sonda com equipamentos de acordo com o padrão comercial da época para permitir a recepção das imagens pelo observatório Jodrell Bank.
O detector de radiação, o único instrumento a bordo, mediu uma dosagem de 30 milirads (0,3 miligrays), por dia. A missão também constatou que uma espaçonave não iria afundar no solo lunar; que o solo podia suportar um módulo aterrissador pesado. A última transmissão da espaçonave foi recebida no dia 6 de fevereiro de 1966, às 22:55 UTC, quando então se perdeu contato com a superfície lunar.